# Jonny Lang
Jonny Lang; eigentlich Jon Gordon Langseth, Jr. (* 29. Januar 1981 in Fargo, North Dakota), ist ein US-amerikanischer Musiker aus dem Bereich Blues und Bluesrock. Durch seine markante rauchige Stimme und seine Fähigkeiten auf der E-Gitarre machte er bereits im jugendlichen Alter auf sich aufmerksam. Seinen kommerziellen Durchbruch und seinen größten Hit hatte er im Alter von 16 Jahren mit dem Stück Lie to me.

## Biografie
Jonny Lang bekam mit 12 Jahren seine erste Gitarre und Gitarrenunterricht von Ted Larsen, Gitarrist der Gruppe Bad Medicine Blues Band. Bereits nach wenigen Monaten wurde er Mitglied und Frontmann der Bad Medicine Blues Band, die sich dann Kid Jonny Lang & the Big Bang nannte. Als er 1995 sein erstes Album veröffentlichte, war er erst 14 Jahre alt, was man aber weder seiner Stimme noch seinem Gitarrenspiel anmerkte – er klang zu diesem Zeitpunkt bereits wie manch 30 Jahre alter Bluesmusiker.
Durch seine Werke in der Bluesszene bereits sehr bekannt, bekam Lang einen Auftritt in dem Film Blues Brothers 2000. Er spielte dort Seite an Seite mit Stars wie B. B. King.
In den folgenden Jahren begleitete er Aerosmith, The Rolling Stones, B. B. King und Blues Traveler auf ihren Tourneen und spielte 1999 während einer Audienz im Weißen Haus vor Präsident Clinton und dessen Frau.
Mit 19 Jahren war Jonny Lang für das Album Wander This World für einen Grammy nominiert.
Seit dem 8. Juni 2001 ist er mit Haylie Johnson (* 29. Januar 1980) verheiratet.
Sie ist in dem Musikvideo zu seinem Song Missing Your Love zu sehen. Das Paar lebt mit seinen fünf Kindern in Los Angeles. 
Anfang 2021 gab der Künstler auf seiner Webseite bekannt, dass aufgrund einer Erkrankung des Stimmapparates bis auf weiteres alle bestehenden Konzerttermine abgesagt werden müssen. Lang hat seitdem keine Livekonzerte gespielt.

## Diskografie

### Alben
- 1995: Kid Jonny Lang and the Big Bang: Smokin’ (2002 wiederveröffentlicht)
- 1997: Lie to Me
- 1998: Wander This World
- 2003: Long Time Coming
- 2006: Turn Around
- 2009: Live at the Ryman
- 2013: Fight for My Soul
- 2017: Signs

### Singles
- 1996: Lie to Me
- 1996: Hit the Ground Running (Promo-CD)
- 1997: Missing Your Love (Promo-CD)
- 1998: Wander This World
- 1998: Still Rainin’
- 1999: Second Guessing
- 2000: Breakin’ Me

### Gastauftritte
Diese Songs von Jonny Lang wurden teilweise nicht auf seinen eigenen Tonträgern veröffentlicht:
- 1997 Various: A Very Special Christmas 3 – Jonny Lang: Santa Claus Is Back in Town
- 1997 Various: Blues Brothers 2000 Soundtrack – Various: 6345789
- 1998 Syl Johnson: Bridge to a Legacy (Jonny Lang spielt auf diesem Album Gitarre)
- 1998 Buddy Guy: Heavy Love – Buddy Guy and Jonny Lang: Midnight Train
- 1999 Various: For the Love of the Game Soundtrack – Jonny Lang: Paint It Black
- 1999 Shannon Curfman: Loud Guitars, Big Suspicious (Jonny Lang spielt auf diesem Album Gitarre)
- 1999 John Popper: Zygote (Jonny Lang hat den Song How About Now geschrieben)
- 2000 Hanson: This Time Around (Jonny Lang spielt auf diesem Album Gitarre)
- 2000 Willie Nelson: Milk Cow Blues – Willie Nelson and Jonny Lang: Rainy Day Blues, Ain't Nobody's Business
- 2001 Double Trouble: Groundhog Day (Double Trouble featuring Jonny Lang)
- 2004 Eric Clapton Crossroads Guitar Festival, Cotton Bowl, Dallas, Texas: Give Me Up Again
- 2005 Herbie Hancock: Possibilities – Herbie Hancock feat. Jonny Lang & Joss Stone – When Love Comes to Town
- 2010 Eric Clapton Crossroads Guitar Festival, Buddy Guy, Ronnie Wood: Five Long Years and Miss You